# Сон Хе
Сон Хе (на корейски: 송해, роден Сон Пок Хъй (корейски : 송복희 ) на 27 април 1927 г. – 8 юни 2022 г.) е южнокорейски телевизионен водещ и певец.
Води музикалното шоу „Korea Sings“ от 1988 г. до смъртта си през 2022 г. Ветеран е от Корейската война. Носител на най-високата (1-ва) степен на ордена „За заслуги в културата“ на Южна Корея, връчен посмъртно от президента на страната Юн Сок Йол за „изключителни заслуги в областта на културата и изкуството в интерес на насърчаването на националната култура и националното развитие“.

## Ранен живот
Сон Хе е роден на 27 април 1927 г. в сегашния окръг Черьонг в провинция Южен Хванхе, Северна Корея. По време на Корейската война бяга с лодка на юг, пристигайки в пристанището на Пусан. По-късно той използва сценичното име Хе (което означава море), като спомен от това пътуване. Сон служи като военен радист и твърди, че е предал съобщението за прекратяване на огъня на Корейската война.

## Кариера
През 1955 г. дебютира в музикалната трупа Changgong. През 1988 г., на 60 годишна възраст, Сонг става водещ на Korea Sings, позиция, която заема до смъртта си през 2022 г.

## Личен живот
През 1953 г. Сон се жени за съпругата си Сук Оки. През 1986 г. синът му Чанг Джин загива при автомобилна катастрофа. На 20 януари 2018 г. съпругата му почива. Сон почива в дома си в сеулския квартал Гангнам на 8 юни 2022 г.

## Награди и отличия
- 2001 г. Корейски награди за развлекателно изкуство 	Голямата награда (Daesang)[8]
- 2008 г. Награди за изкуства Baeksang Награда за жизнено постижение[9]
- 2010 г. Корейска комисия за комуникации Награда за постижения[10]
- 2014 г. Корейски награди за популярна култура и изкуство Орден за културни заслуги[11]
- 2015 г. KBS Entertainment Awards Най-добра двойка 	Погледни ме (с Jo Woo-jong)[12]
- 2016 г. Награди за корейски продуценти Награда за телевизионен водещ[13]
- 2022 г. Световните рекорди на Гинес Най-старият водещ на телевизионно музикално шоу за таланти[14]